# Chiesa di Sant'Egidio (Ferrara)
La chiesa di Sant'Egidio, anche chiamata San Zilio, è la parrocchiale a Sant'Egidio, frazione di Ferrara. Risale al XII secolo.

## Storia
La prima citazione documentale relativa alla chiesa di Sant'Egidio nel paese che porta lo stesso nome risale al XII secolo. Viene ricordata da Marco Antonio Guarini nel suo Compendio historico dell'origini, accrescimento e prerogative delle chiese e luoghi pii della città, e diocesi di Ferrara edito nel 1621. In origine sicuramente la dedicazione era diversa da quella recente, poiché antichi documenti redatti su pergamena parlano di Ecclesia S. Michaelis S. Aegidi Gaibanae, e questo fa supporre che il nome della località fosse già definito mentre quello della chiesa ancora no. Oppure, più probabilmente, che la chiesa originaria venisse demolita e che una nuova ne venisse eretta, con diversa dedicazione. Questa chiesa poi venne a lungo chiamata San Zilio.
Da un certo momento, non chiaramente definito, Sant'Egidio venne utilizzato sia per definire il paese sia la chiesa, probabilmente in epoca anteriore al XVII secolo.
Durante il XIX secolo fu oggetto di ricostruzione e la facciata assunse, in quel momento, l'aspetto romanico che ci è pervenuto.
Ebbe la concessione del fonte battesimale nel 1669.
Il terremoto dell'Emilia del 2012 ha portato enormi danni strutturali all'edificio rendendolo inagibile.